# Mompha pygmaeella
Mompha pygmaeella é uma espécie de mariposa do gênero Mompha pertencente à família Coleophoridae.